# Волочаєвка-2
Волочаєвка-2 (рос. Волочаевка-2) — смт у Смідовицькому районі Єврейської автономної області Російської Федерації.
Входить до складу муніципального утворення Волочаєвське міське поселення. Населення становить 1706 осіб (2018).

## Історія
Згідно із законом від 26 листопада 2003 року органом місцевого самоврядування є Волочаєвське міське поселення.

## Населення
| 1939  | 1959  | 1970  | 1979  | 1989  | 2002  | 2009  |
| ----- | ----- | ----- | ----- | ----- | ----- | ----- |
| 912   | ↗1981 | ↘1766 | ↗1783 | ↗2060 | ↘2035 | ↘1870 |
| 2010  | 2011  | 2012  | 2013  | 2014  | 2015  | 2016  |
| ↗1937 | ↘1932 | ↘1892 | ↘1858 | ↗1862 | ↘1810 | ↘1785 |
| 2017  | 2018  |       |       |       |       |       |
| ↘1746 | ↘1706 |       |       |       |       |       |